# 로맨스 특별법
《로맨스 특별법》은 네이버TV에서 공개된 웹드라마이다.

## 소개
사법부 최초의 웹드라마이자 판사가 주인공인 최초의 드라마다. 대법원과 채널A합동 기획했다.
관(?)에서 만든 드라마임에도 불구하고 네이버TV 기준 100만뷰를 달성했다.
대법원이 기획한 드라마인 만큼 법원의 사실적인 모습이 담겨있다. 법조 드라마의 단골 도구(?)인 '법봉'도 등장하지 않는다(법봉은 실제 사용되지 않음). 재판 과정도 법조드라마에 등장하는 전형적인 형사재판의 모습이 아니라 국민이 배심원으로 참여하는 '국민참여재판(형사)', 피고와 원고의 분쟁을 다루는 '민사재판' 그리고 합의를 이끌어내는 '조정'까지 다채롭게 다루고 있다. 그 외에 사법 서비스로 시행되고 있는 다양한 제도들이 드라마 중간 중간에 등장한다. 전자로 민사소송을 진행하여 시간과 비용을 아낄 수 있는 '전자소송', 부당하게 수용시설에 수용당한 사람들을 구제하는 인신보호제도, 원고와 피고의 직접 진술이 불가할 경우 보조하여 진술을 전달 할 수 있는 '진술보조인제도' 등이 등장한다. 법원이 단순 재판만 하는 곳이라는 편견을 깨는 정보로 활용되고 있다.
판사의 소탈한 모습과 진솔한 고민들이 드라마에 자연스럽게 등장하면서, 수동적이고 권위적으로만 보이는 판사의 극화된 모습을 바로잡는데 도움이 될 것으로 보인다. 게다가 웹드라마에 등장하는 배우들의 연기를 보는 재미도 솔솔하다. 전통파 배우 류진이 중심을 잡아주고 너목보에서 훌륭한 노래 솜씨를 자랑한 연기파 김민규와 아이돌 그룹 빅스의 막내를 맡고 있는 혁의 투닥거림이 보는 재미를 더한다. 외모와 실력을 갖춘 에이핑크의 초롱이 개성넘치는 캐릭터로 등장하면서 브로맨스와 달콤한 러브라인 두개의 재미를 보는 묘미를 더해 준다.
로맨스 특별법의 또 다른 묘미는 극 중에 실제 법원 직원이 배우로 등장한다는 것이다. '조정' 씬에서 미용실 손님으로 나오는 캐릭터가 실제 판사다. 이 분은 '랩'하는 판사로도 알려져있다. 마지막 6화에는 호통판사로 유명한 천종호 판사가 등장해서 유행어(?)인 "안돼. 안바꿔줘. 돌아가."를 선보이신다.
'로맨스 특별법'은 대법원이 제작한 최초의 드라마이기 때문에 향후 법조 관련 드라마를 제작할 경우 법원의 사실적인 모습을 참고할 수 있는 레퍼런스 드라마로 활용될 수 있을 것으로 보인다.

## 등장인물

### 주요 인물
- 김민규 : 정의찬 역
- 박초롱 : 서지혜 역
- 한상혁 : 강세웅 역
- 류진 : 이동훈 역

## 회차별 부제
| 화차 | 업로드 일자      | 부제                                      |
| ---- | ---------------- | ----------------------------------------- |
| 1화  | 2017년 10월 24일 | 제1조 / 우연법, 언제나 살며시             |
| 2화  | 2017년 10월 26일 | 제2조 / 필연법, 운명적 동거?!             |
| 3화  | 2017년 10월 31일 | 제3조 / 설렘법, 넘어갈 듯, 넘어올 듯.     |
| 4화  | 2017년 11월 2일  | 제4조 / 밀당법, 차가운 머리와 따뜻한 가슴 |
| 5화  | 2017년 11월 7일  | 제5조 / 질투법, 사건의 진실               |
| 6화  | 2017년 11월 9일  | 제6조 / 특별법, 그래서 더욱 특별해.       |